# 국철동력차노동조합
국철동력차노동조합(일본어: 国鉄動力車労働組合 코쿠테츠도료쿠샤로도쿠미아이[*], 영어: National Railway Motive Power Union)는 옛 일본국유철도(국철)의 기관사(동력차조종자)를 중심으로 조직된 노동조합 연합체였다. 약칭은 동노(일본어: 動労 도로[*], 영어: NRMU). 강경파인 국철노동조합(국노)에서 분리된 초강경파였다.